# سياحة الولادة
سياحة الولادة هي السفر لدولة أو مدينة بهدف الولادة فيها. السبب الرئيس لسياحة الولادة هو الحصول على مواطنة للطفل المولود وحق المواطنة بالميلاد (حق الأرض).